# Departamento de Ancasti
Departamento de Ancasti är en kommun i Argentina.   Den ligger i provinsen Catamarca, i den norra delen av landet, 900 km nordväst om huvudstaden Buenos Aires. Antalet invånare är 3 082. Arean är 2,4 kvadratkilometer.
Terrängen i Departamento de Ancasti är huvudsakligen platt, men norrut är den kuperad.
I omgivningarna runt Departamento de Ancasti växer i huvudsak lövfällande lövskog. Trakten runt Departamento de Ancasti är nära nog obefolkad, med mindre än två invånare per kvadratkilometer.